# Karakul (Trung Quốc)
Karakul hay Karakuli (Uyghur: قاراكۆل, ULY: Qaraköl, Қаракөл nghĩa đen theo đúng câu chữ là "hồ nước đen") là tên của một hồ nước nằm ở vị trí cách Kashgar, khu tự trị Tân Cương, Trung Quốc 196 km về phía tây nam. Vị trí này là ở Akto, Kizilsu và xa lộ Karakoram cũng đi ngang qua hồ này.

## Về địa lí
Ở độ cao 3600 mét, hồ nước này là hồ nước có vị trí cao nhất trên cao nguyên Pamir, gần điểm tiếp giáp của 3 dãy núi là dãy núi Pamir - dãy núi Thiên Sơn - dãy núi Côn Lôn. Bao quanh bởi những ngọn núi quanh năm đều có tuyết bao phủ, thì tại hồ nước này, có 3 đỉnh núi cao nhất mà ta có thể nhìn thấy được. Đó là Muztagh Ata (7,546 m), Kongur Tagh (7,649 m) và Kongur Tiube (7,530 m).
Tổng diện tích mặt hộ được đo đạc tính ở thời điểm hiện tại là khoảng 4,8 km² và điểm sâu nhất của hồ là 242 mét.

## Du lịch
Hồ Karakul là một điểm đến phổ biến cho du khách mạo hiểm và nổi tiếng với phong cảnh hùng vĩ, tráng lệ cùng làn nước trong veo của nó. Màu sắc phản chiếu của nó là từ màu xanh đậm đến xanh và xanh nhạt. Ở đây có 2 khu định cư của người Kyrgyz, một khu là lều của những người du mục cách khoảng 1 km về hướng đông của trạm xe buýt còn một khu nữa là ở gần bờ phía Tây là những ngôi làng có nhà được xây bằng đá tảng.
Vì là một trong những địa điểm thiên nhiên du lịch nổi tiếng gây ấn tượng mạnh cho khách du lịch ở miền Tây Trung Quốc, các nhà đầu tư đã cho xây dựng một khu nghỉ mát gồm các dịch vụ ăn uống, nghỉ ngơi và cưỡi lạc đà.